# Wandsbeker Marktstraße

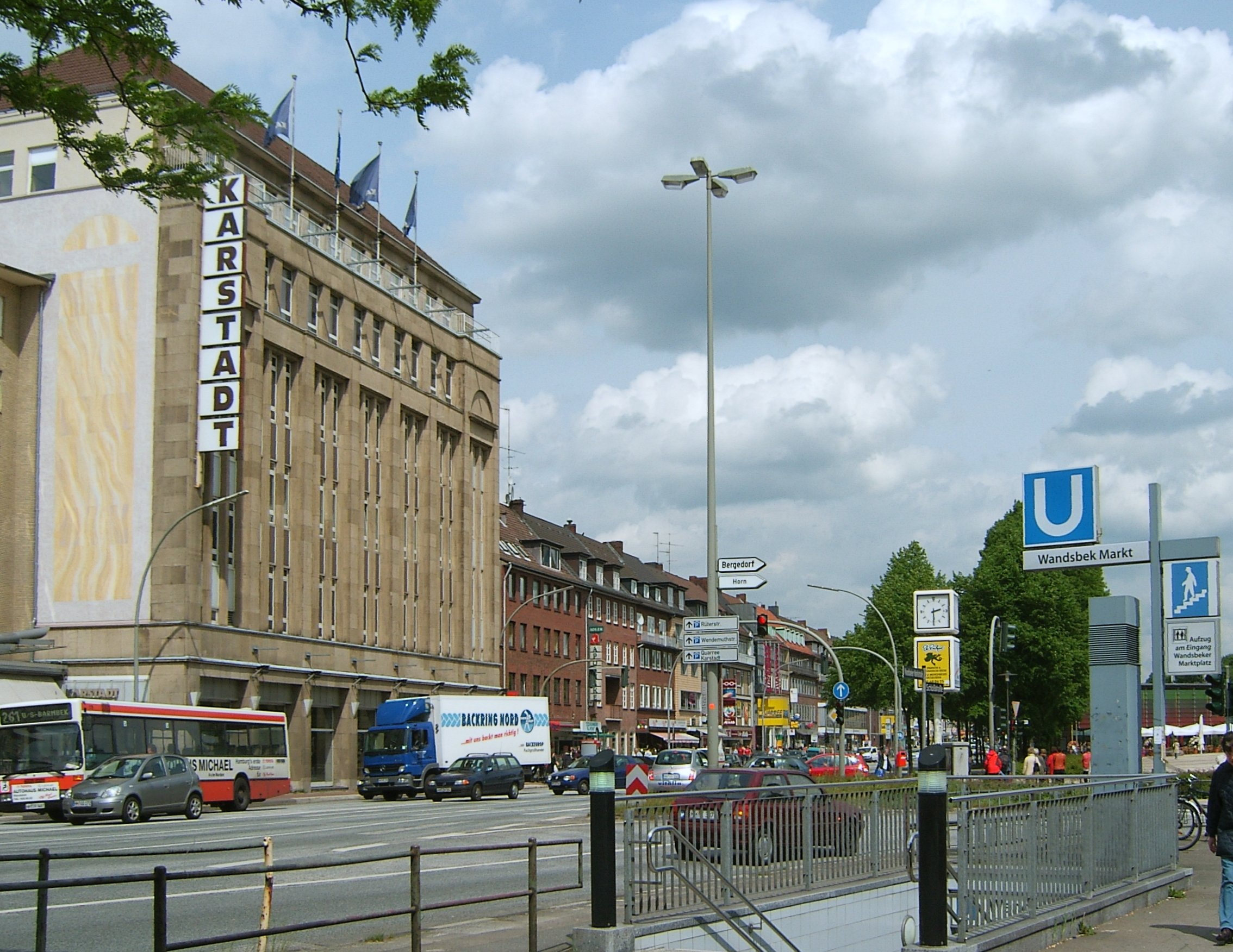
Karstadt-Kaufhaus in der Wandsbeker Marktstraße, davor der Eingang zum U-Bahnhof Wandsbek Markt

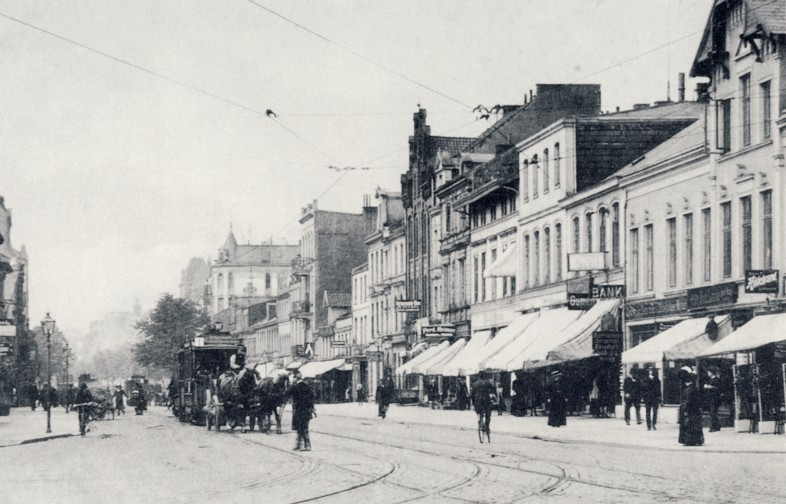
Die Hamburger Straße (Wandsbeker Marktstraße) Richtung Westen mit Pferdebahn um 1880

Die Wandsbeker Marktstraße ist eine Hauptverkehrsstraße im Hamburger Stadtteil Wandsbek, sie erstreckt sich von der Wandsbeker Chaussee im Westen zur Rüterstraße im Osten.

## Geschichte
Die Wandsbeker Marktstraße bekam ihren Namen 1950, davor hieß sie Hamburger Straße und war nach Osten hin ein Teil der Lübecker Straße. Die Straße ist Teil einer alten Straßenverbindung zwischen Hamburg und Lübeck.
Die heutige Bebauung stammt hauptsächlich aus den 1950er- und 1960er-Jahren. Bei den großen Luftangriffen auf Hamburg im Juli 1943 wurden nahezu sämtliche Häuser der damaligen Hamburger Straße und Umgebung zerstört, allein das Schimmelmann-Mausoleum und das Karstadt-Haus blieben unbeschädigt. Die einzige Baulücke, die heute noch existiert, ist die beim Weinhaus Reimer.

## Verkehr

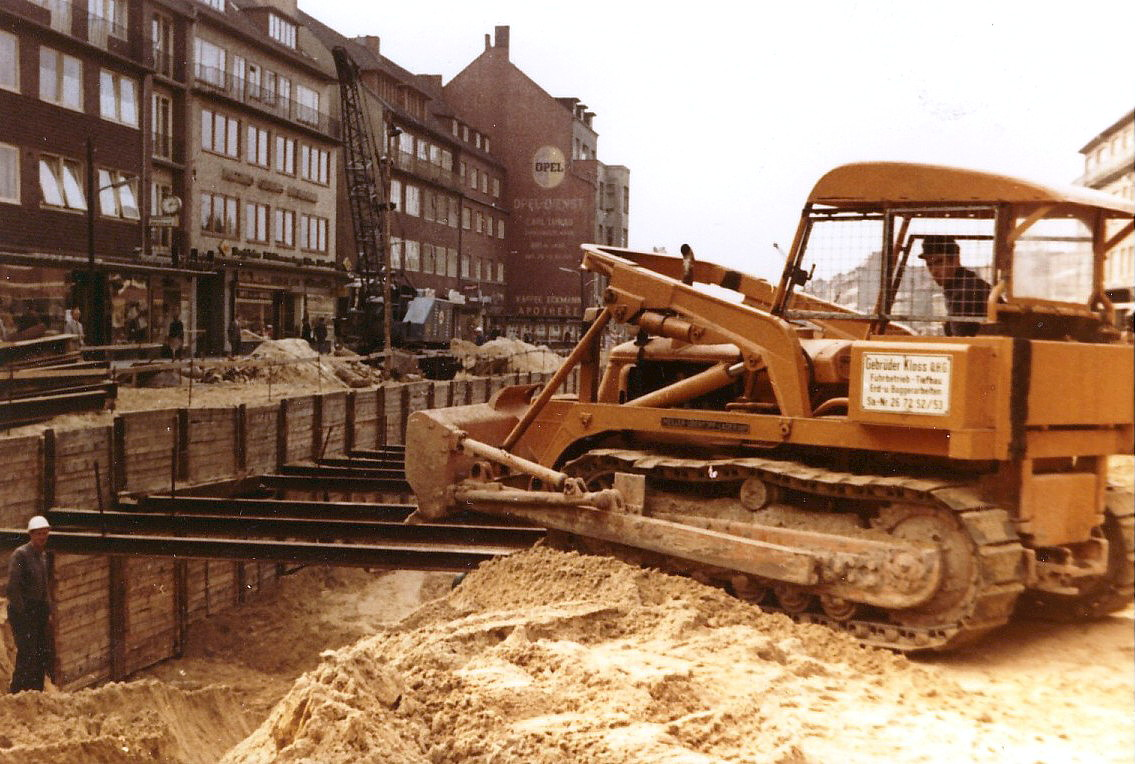
U-Bahnbau 1961

Seit 1866 verkehrte die Pferdebahn auf der damaligen Hamburger Straße und verband den Rathausmarkt in Hamburg mit der Wandsbeker Zollstraße, später wurden die Pferde von einer Dampflokomotive abgelöst und 1897 kam die elektrische Straßenbahn, die bis Ende der 1950er-Jahre verkehrte.
Zwischen 1961 und 1962 wurde die U-Bahn im offenen Schacht durch die Wandsbeker Marktstraße gebaut, was zu erheblichen Verkehrsstörungen führte.
Im Jahr 2014 befuhren im Schnitt 47.000 Fahrzeuge pro Werktag die Wandsbeker Marktstraße. Der Schwerverkehr wie LKW oder Busse hat daran einen Anteil von 6 Prozent.

## Gebäude
Entlang der Wandsbeker Marktstraße reihen sich zahlreiche Geschäfte und Banken. Eines der einprägsamsten Gebäude ist das Karstadt-Haus mit seiner Fassade aus Mainsandstein. Es wurde 1921 bis 1922 nach den Plänen des Regierungsbaumeisters C. G. Bensel errichtet. Am selben Ort stand schon 1892 ein kleines Kaufhaus „Ernst Karstadt“. Östlich von Karstadt und nördlich der befindlichen Bebauung entstand 1988 das Einkaufszentrum Quarree.
Das Matthias-Claudius-Haus mit Adresse Wandsbeker Marktstraße 20/22 erinnert an den Dichter und Journalisten Matthias Claudius, der an diesem Ort als Redakteur den Wandsbecker Boten herausgab. Das heutige Haus, mit seiner gelben Klinkerfassade, beherbergte bis in die 1980er-Jahre die Hamburger Bücherhalle. Von 1956 bis 1966 hatte hier der Pressezeichner Helmuth Ellgaard sein Atelier.
In den 1950er- und 1960er-Jahren gab es auch zwei Filmtheater, Rex und Harmonie, an der Wandsbeker Marktstraße.

## Bilder
Die Wandsbeker Marktstraße vom selben Ort aus, in Richtung Osten zur Christuskirche, gesehen. Rechts das Matthias-Claudius-Haus.

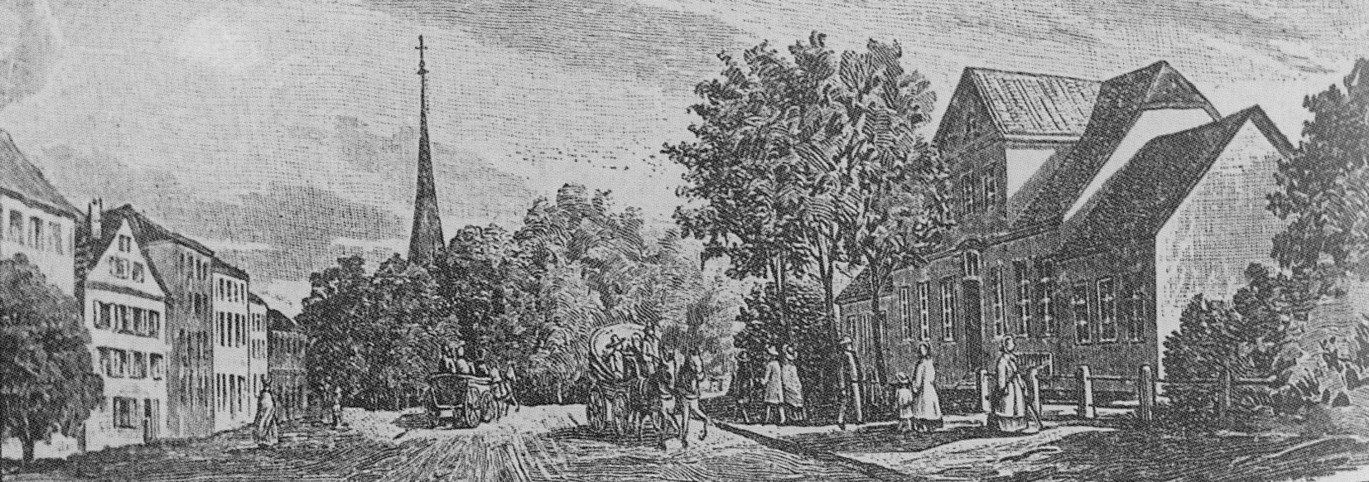
Hamburger Straße (Wandsbeker Marktstraße) um 1800
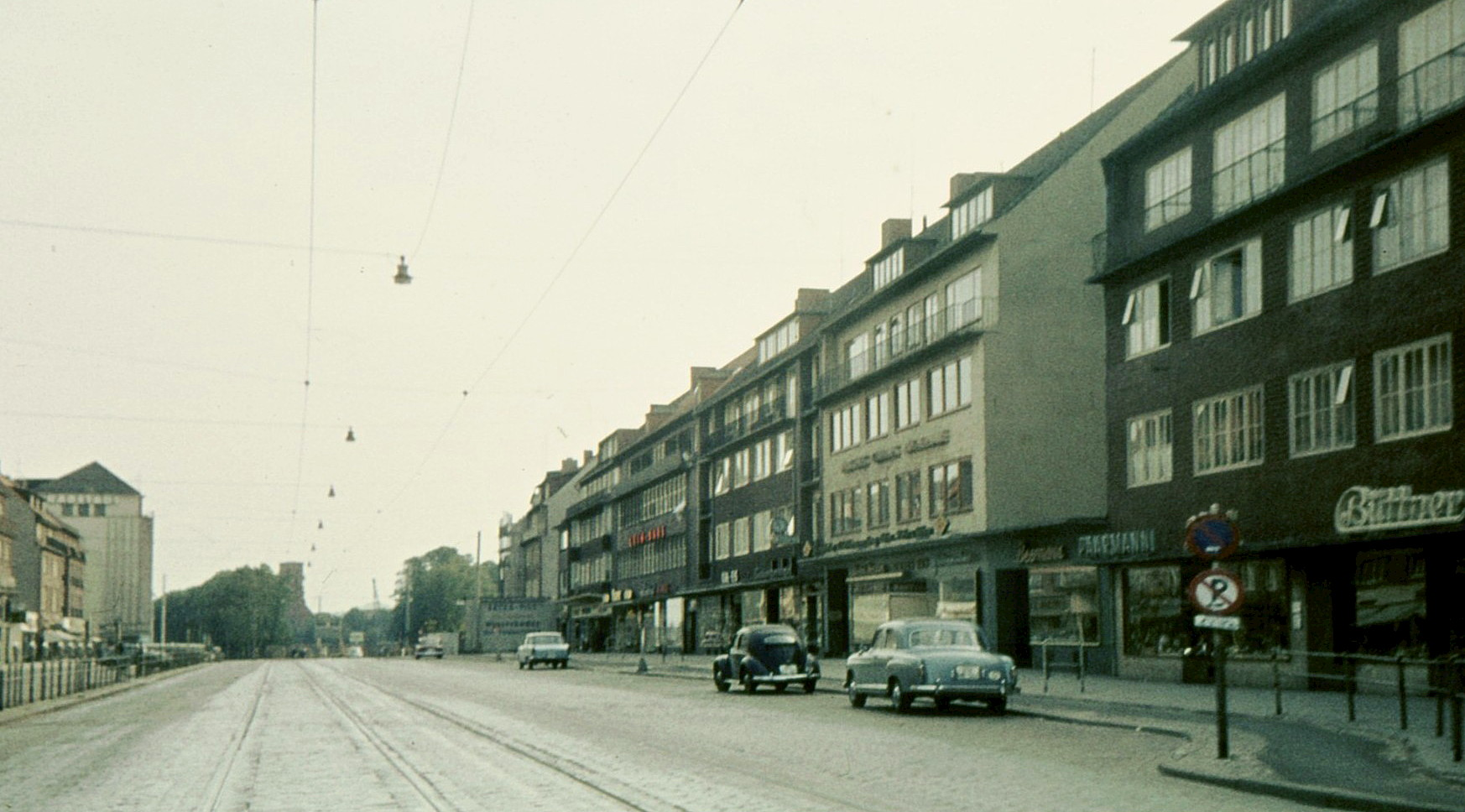
Wandsbeker Marktstraße 1957
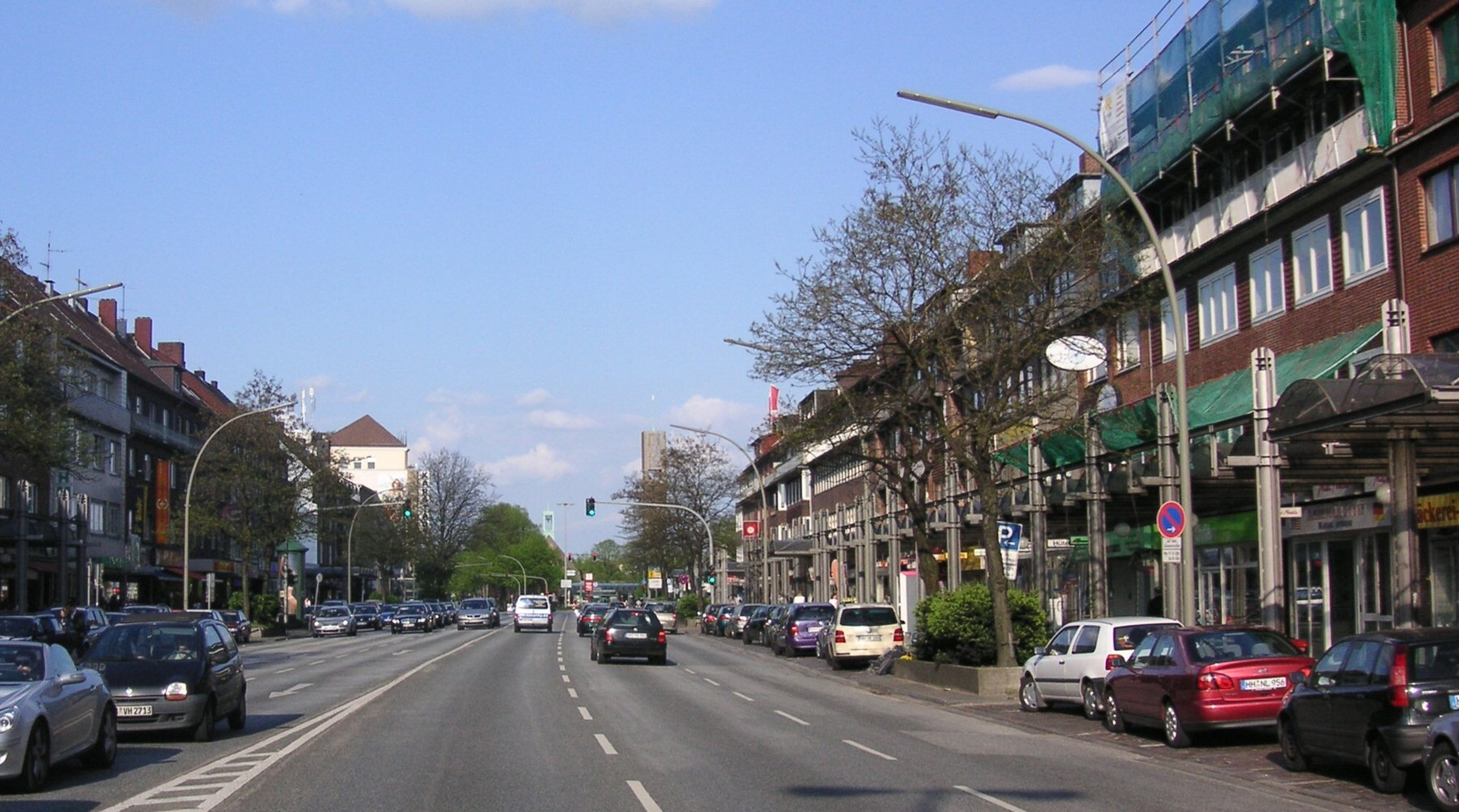
Wandsbeker Marktstraße 2008